# Киреево (Курская область)
Кире́ево — деревня в Рыльском районе Курской области. Входит в состав Никольниковского сельсовета.

## География
Деревня находится на реке Амонька (в бассейне Сейма), в 112 км западнее Курска, в 12,5 км к северо-западу от районного центра — города Рыльск, в 3 км от центра сельсовета  — Макеево.
Климат
Киреево, как и весь район, расположено в поясе умеренно континентального климата с тёплым летом и относительно тёплой зимой (Dfb в классификации Кёппена).

## Население
| 2002 | 2010 |
| ---- | ---- |
| 44   | ↘35  |

## Инфраструктура
Личное подсобное хозяйство. В деревне 26 домов.

## Транспорт
Киреево находится в 5,5 км от автодороги регионального значения 38К-017 (Курск — Льгов — Рыльск — граница с Украиной), в 9,5 км от автодороги 38К-040 (Хомутовка — Рыльск — Глушково — Тёткино — граница с Украиной), в 1,5 км от автодороги межмуниципального значения 38Н-345 (38К-017 — Большегнеушево с подъездом к с. Макеево), в 0,5 км от автодороги 38Н-347 (38Н-345 — Жговеть — река Амонька), в 13,5 км от ближайшей ж/д станции Рыльск (линия 358 км — Рыльск).
В 180 км от аэропорта имени В. Г. Шухова (недалеко от Белгорода).